# SSG Saar Max Ritter
Die Schwimmstartgemeinschaft Saar Max Ritter, auch SSG Saar Max Ritter, ist ein Zusammenschluss von 15 Schwimmabteilungen und -vereinen aus dem Saarland und Rheinland-Pfalz.

## Struktur
Der Name der SSG leitet sich vom früheren FINA-Präsidenten Max Ritter ab, der Verein hat seinen Sitz in Illingen. Heute gehören über 80 Prozent der aktiven Schwimmer aus dem Saarland über ihren Heimatverein der SSG an. Die Bundesligamannschaften der Startgemeinschaften setzen sich zumeist aus den Kadermitgliedern des saarländischen Schwimmbundes (SSB) zusammen.

### Erfolge
Die Herrenmannschaft schwimmt bereits seit 2006 wieder in der 1. Bundesliga Schwimmen, nachdem in den 1980er Jahren bereits die Deutsche Meisterschaft mit Klaus Steinbach gewonnen werden konnte. Die Damenmannschaft der SSG war ebenfalls zum letzten Mal in der Saison 2005/2006 bis 2009 in der 1. Bundesliga vertreten, musste aber in die 2. Bundesliga Süd zurück. Erfolgreiche Schwimmer der SSG Saar Max Ritter sind zurzeit (2012) Lucien Haßdenteufel vom Alt Saarbrücker Turn- und Sportverein (ATSV Saarbrücken) sowie Julika Niegisch von der DJK Dudweiler.

## Mitgliedsvereine
| - SV Altenkessel - Schwimmverein Friedrichsthal - SC Homburg - Schwimmclub Illingen - SV Neunkirchen | - SC Delphin Püttlingen - Alt Saarbrücker Turn- und Sportverein - Schwimmverein Malstatt-Burbach 1984 e. V. - Schwimmverein 08 Saarbrücken - Schwimmverein St. Ingbert 1911 | - Wassersportfreunde Zweibrücken - DJK Dudweiler - Wasserfreunde St. Ingbert - SC Blieskastel-Lautzkirchen |